# Concerto pour piano de Kaprálová
Le Concerto pour piano, op. 7, est une œuvre concertante pour piano et orchestre de la compositrice tchèque Vítězslava Kaprálová composée en 1935.

## Contexte et création
C'est en avril 1935 que Vítězslava Kaprálová commence la composition de son Concerto pour piano, en guise de travail de fin d'études. Il s'agit de la première œuvre avec orchestre de la compositrice, qu'elle réalise sous le regard de Theodor Schaefer. Elle est partiellement inspirée de la musique morave et on y retrouve parfois l'influence de Leoš Janáček. L'œuvre, qui exige une grande virtuosité de la part du soliste, est puissante et originale sans être révolutionnaire.
L'œuvre sera donnée partiellement (le premier mouvement seulement) par Ludvík Kundera le 17 juin 1935, sous la direction de la compositrice. L'œuvre est un succès autant pour le public que pour la critique, et Gracian Černušák écrit dans les Lidové noviny que « [...] la composition s'élève nettement au-dessus de la moyenne en ce qui concerne ce genre d'œuvre ». L'œuvre trouve même un écho favorable dans le journal germanophone Prager Tagblatt. Pour les Moravské noviny, la direction de l'œuvre était « énergique et déterminée ».
Le concerto dans son intégralité est créé à Brno (Radiojournal) le 15 octobre 1936 par Kundera (piano) et l'Orchestre Radiojournal de Brno sous la direction de Kaprálová. 

## Structure
L'œuvre comprend trois mouvements :
1. Allegro entusiastico
2. Largo
3. Allegro

## Analyse

### Allegro entusiastico
L'œuvre commence sur un roulement de timbales comme « un coup de tonnerre ». Les cordes ont à peine le temps d'énoncer le premier thème en ré mineur avant que le piano entre en action, d'abord vigoureusement et ensuite avec une mélancolie lyrique. Le second thème arrive ensuite, peu contrastant, mais dans la tonalité de ré majeur. Les deux thèmes sont découpés ensuite en cellules qui sont ensuite développées jusqu'à une cadence qui vient en droite ligne de celle de la Sonate appassionata.

### Largo
Le mouvement central est bref, de 35 mesures seulement. Monothématique et dans la tonalité de si bémol majeur, le matériau musical en est sombre, et traité en fugato. Il y a une lointaine parenté avec l'incipit du Dies irae grégorien dans ce matériau. Il débouche ensuite sur l'Allegro final.

### Allegro
L'Allegro du dernier mouvement est un rondo explosif et sautillant, alternant entre la tonalité de do majeur et le mode éolien. Le premier couplet est introduit par le violoncelle, dans une atmosphère meno mosso très chromatique, dont le traitement est presque celui d'une œuvre de musique de chambre. Le deuxième couplet est donné par le piano, lento, où les rythmes syncopés se mêlent aux échelles doriennes et lydiennes. Le retour du premier thème du premier mouvement ne se fait pas attendre et est exposé avant la coda, sur la même idée, dans un brillant ré majeur.